# ボードフィート
ボードフィート(board-feet)とは、アメリカ合衆国およびカナダで用いられる材木用の体積の単位である。ボードフィート(board-feet)は複数形で、単数形ではボードフート(board-foot)となるが、日本語では長さの単位のフート(foot)をほとんどの場合複数形のフィート(feet)というのと同様、board-footについても1 board-footであっても複数形でボードフィートと呼ぶことが多い。
1ボードフィートは、厚さ1インチ、縦・横とも1フィートの板材の体積と定義される。よって1ボードフィートは以下の値に等しい。
- 12インチ × 12インチ × 1インチ = 144立方インチ(in³)
- 1フィート × 1フィート × (1/12)フィート = (1/12)立方フィート(ft³)
- 0.002359737216立方メートル(m³) = 2359.737216立方センチメートル(cm³) = 2.359737216リットル(L)

ボードフィートはFBM（foot, board measureの略）もしくはBFTと略される。千（1,000）ボードフィートをMFBMもしくはMBFTと、百万（1,000,000）ボードフィートをMMFBMもしくはMMBFTなどと略する。